# Żerczyce (gromada)
Żerczyce – dawna gromada, czyli najmniejsza jednostka podziału terytorialnego Polskiej Rzeczypospolitej Ludowej w latach 1954–1972.
Gromady, z gromadzkimi radami narodowymi (GRN) jako organami władzy najniższego stopnia na wsi, funkcjonowały od reformy reorganizującej administrację wiejską przeprowadzonej jesienią 1954 do momentu ich zniesienia z dniem 1 stycznia 1973, tym samym wypierając organizację gminną w latach 1954–1972.
Gromadę Żerczyce z siedzibą GRN w Żerczycach utworzono – jako jedną z 8759 gromad – w powiecie siemiatyckim w woj. białostockim, na mocy uchwały nr 21/V WRN w Białymstoku z dnia 4 października 1954. W skład jednostki weszły obszary dotychczasowych gromad Żerczyce, Zabłocie, Zalesie i Borysowszczyzna ze zniesionej gminy Nurzec w tymże powiecie. Dla gromady ustalono 10 członków gromadzkiej rady narodowej.
Gromadę Żerczyce zniesiono 1 stycznia 1958, a jej obszar włączono do gromady Nurzec-Stacja.